# Brent Sancho
Brent Sancho (Port of Spain, 13 marzo 1977) è un ex calciatore trinidadiano, di ruolo difensore.

## Caratteristiche tecniche
È un difensore centrale.

## Carriera
Avviò la propria carriera sportiva al College venendo scelto come NJCAA All-American all'Essex Community College e poi si laureò e terminò la carriera dilettantistica come All American alla St. Johns University, dove ottenne il successo del titolo Nazionale. Più tardi giocò per la squadra finlandese di Tervarit e Mypa 47 nel 1999 e poi firmò con Charleston Battery (A-League americana) ad aprile 2000.
Fece il suo esordio in Nazionale in un'amichevole con Panama e poi cominciò a giocare la prima parte delle qualificazioni al campionato mondiale di calcio 2002. In seguito firmò un contratto con il Dundee in Scozia.
Dopo alcune stagioni a Dundee, andò via dopo che il club fu messo in amministrazione, trasferendosi in Inghilterra, al Gillingham.
Ai mondiali 2006 al 25' minuto fa l'autorete contro il Paraguay, la partita finì 2-0